# Belgrave Cemetery (Leicester)
Belgrave Cemetery – cmentarz wiktoriański położony w mieście Leicester w Wielkiej Brytanii. Otwarty w maju 1881 roku. Obszar cmentarza zajmuje 5,5 akrów. Obecnie nie odbywają się pochówki zmarłych. Na cmentarzu znajduje się wiele grobów osób z I i II Wojny Światowej.
Pierwszą osobą pochowaną na cmentarzu była Rosetta Getliffe. Na terenie cmentarza znajdowała się kaplica zburzona w 1960 r. Opiekę nad cmentarzem prowadzi "Przyjaciele Cmentarza Belgrave" oraz Urząd Miasta (Leicester City Council).
Na cmentarzu pochowani są m/in:
- George Edward Hilton – burmistrz Leicesteru 1920-1921. Zmarł 17 maja 1936 r.
- Radny Stephen Hilton – burmistrz Leicesteru 1904-1905. Zmarł 16 marca 1914 r.
- Sylvester Grimston – komisarz w hrabstwie Leicestershire. Zmarł 18 czerwca 1889 r.
- Radny Richard Hallam, założyciel Szkoły Podstawowej w Anstey Lane.